# Xysticus alpicola
Xysticus alpicola är en spindelart som beskrevs av Kulczynski 1882. Xysticus alpicola ingår i släktet Xysticus och familjen krabbspindlar. Inga underarter finns listade i Catalogue of Life.